# Nyköpings OK

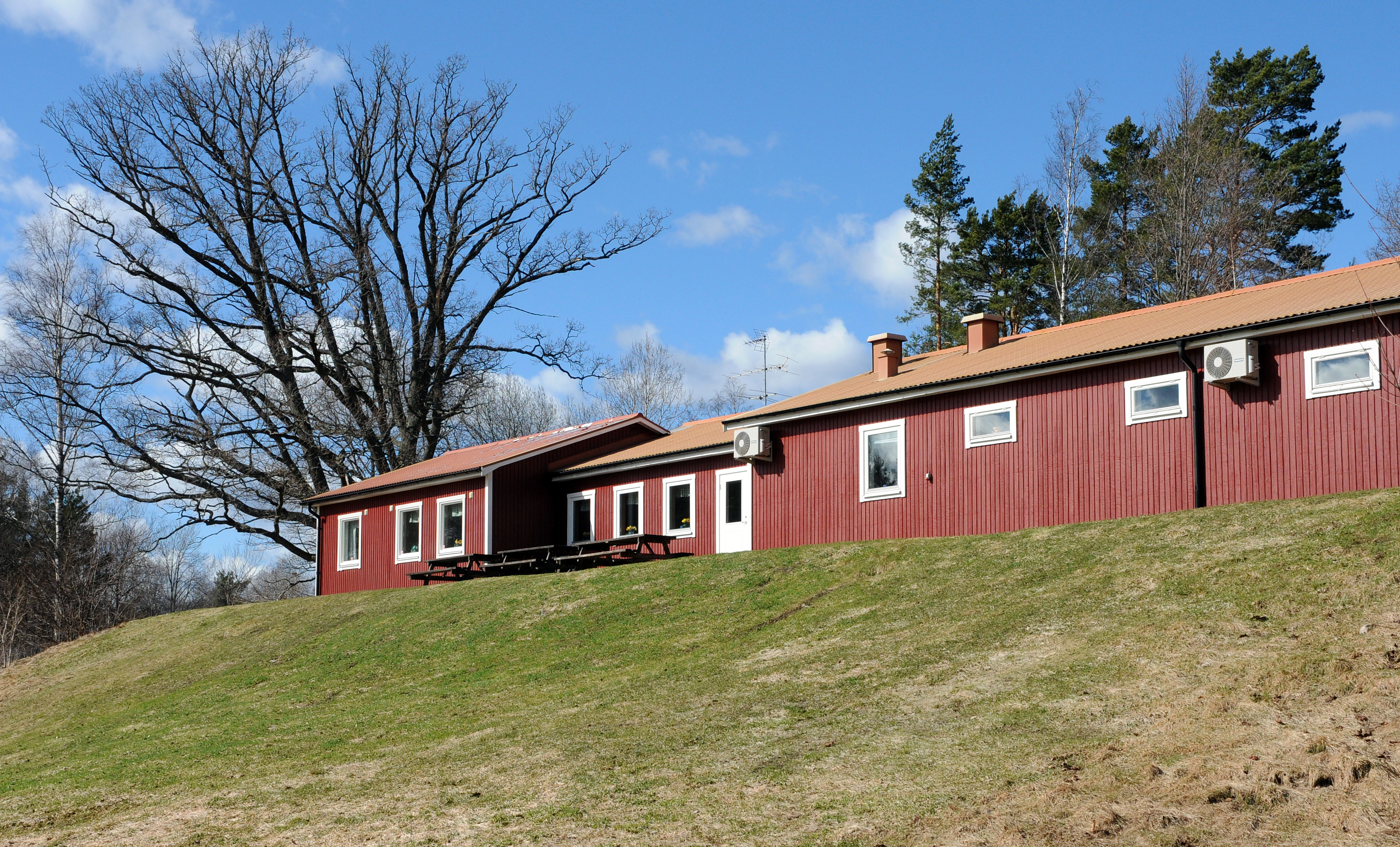
Nyköpings OK klubblokal i Ekensberg

Nyköpings OK är en orienteringsklubb i Nyköping. Den bildades 1958 när orienteringssektionen gick ur Nyköpings SK. Klubben har idag cirka 400 medlemmar och klubblokalen ligger i Ekensberg.
Klubben vann Tiomila 1958 tack vare Kalle Johansson på den näst sista sträckan.  Övriga lagmedlemmar var Karl-Axel Nordkvist, Sten Åhlin, Birger Carlborg, Rune Tidsjö, Kurt Thorén, Olle Pettersson, Gösta Sundström, Tage Carlsson och Gunnar Ericsson. Redan 1957 hade klubben fått en fjärdeplats. 
Knut Nord vann klassen för äldre juniorer (ÄJ) vid SM 1971.

Andra löpare är Philip Carlsson, som deltog in ungdoms-EM i Hrodna 2019  efter att ha fått fyra brons (medel, lång, natt och stafett) relay) i klassen för 18-åriga herrar i SM, Jens Wängdahl, som fick en bronsmedalj i ungdoms-VM 2013 som 19-åring.